# Recouvrance
Recouvrance [ʁəkuvʁɑ̃s] (deutsch früher Ruggenfrans) ist eine französische Gemeinde im Département Territoire de Belfort in der Region Bourgogne-Franche-Comté.

## Geographie
Recouvrance liegt auf 347 m über dem Meer, etwa elf Kilometer südöstlich der Stadt Belfort (Luftlinie). Die Streusiedlung erstreckt sich im Flachland der Burgundischen Pforte; in der Talmulde des Baches Écrevisse kurz vor der Öffnung zur breiten Talebene der Bourbeuse.
Die Fläche des 1,50 km² großen Gemeindegebiets umfasst einen Abschnitt der leicht gewellten Landschaft im Bereich der Burgundischen Pforte (Trouée de Belfort). Der zentrale Teil des Gebietes wird in Ost-West-Richtung von der Talmulde der Écrevisse durchquert, die für die Entwässerung über die Bourbeuse zur Allaine sorgt. Flankiert wird diese knapp 500 m breite Mulde auf beiden Seiten von einem Plateau, das durchschnittlich auf 375 m liegt. Es ist überwiegend mit Acker- und Wiesland bedeckt, zeigt aber auch einige Waldflächen. Im Tal der Écrevisse sowie in den Muldenlagen des Plateaus befinden sich drei Weiher, die für die Fischzucht angelegt wurden. Nach Süden erstreckt sich das Gemeindeareal über das Plateau bis an den Rand der Waldung Bois Lachat. Hier wird mit 382 m die höchste Erhebung von Recouvrance erreicht.
Nachbargemeinden von Recouvrance sind Brebotte im Westen und Norden, Grosne im Osten sowie Froidefontaine im Süden.

## Geschichte
Erstmals schriftlich erwähnt wird Recouvrance im Jahr 1105 unter dem Namen Recouvrantia in einer Urkunde des Priorats Froidefontaine. Von 1390 ist die Bezeichnung Recourance überliefert. Seit dem 12. Jahrhundert gehörte Recouvrance zur Grafschaft Ferrette und war Teil der Pfarrei Grosne. In der ersten Hälfte des 14. Jahrhunderts gelangte das Dorf unter die Oberhoheit der Habsburger. Das Lehen Recouvrance fiel 1454 an die Herren von Montjoie, die hier eine Burg bauen ließen. Zusammen mit dem Sundgau kam Recouvrance mit dem Westfälischen Frieden 1648 an die französische Krone. Seit 1793 gehörte das Dorf zum Département Haut-Rhin, verblieb jedoch 1871 als Teil des Territoire de Belfort im Gegensatz zum restlichen Elsass bei Frankreich.

## Sehenswürdigkeiten
Einige Bauernhäuser aus dem 17. bis 19. Jahrhundert im traditionellen Stil der Franche-Comté sind erhalten. Überdies wurde ein altes Haus ins Freilichtmuseum von Nancray transferiert.

## Bevölkerung
| Bevölkerungsentwicklung | Bevölkerungsentwicklung |
| Jahr                    | Einwohner               |
| ----------------------- | ----------------------- |
| 1962                    | 31                      |
| 1968                    | 30                      |
| 1975                    | 30                      |
| 1982                    | 41                      |
| 1990                    | 57                      |
| 1999                    | 63                      |

Mit 144 Einwohnern (1. Januar 2022) gehört Recouvrance zu den kleinsten Gemeinden des Département Territoire de Belfort. Nachdem die Einwohnerzahl in der ersten Hälfte des 20. Jahrhunderts deutlich abgenommen hatte (1881 wurden noch 82 Personen gezählt), wurde seit Mitte der 1970er Jahre wieder ein leichtes Bevölkerungswachstum verzeichnet.

## Wirtschaft und Infrastruktur
Recouvrance war bis weit ins 20. Jahrhundert hinein ein vorwiegend durch die Landwirtschaft (Ackerbau, Obstbau und Viehzucht), die Fischzucht und die Forstwirtschaft geprägtes Dorf. Die Wasserkraft der Écrevisse wurde früher für den Betrieb einer Mühle genutzt. Noch heute leben die Bewohner zur Hauptsache von der Tätigkeit im ersten Sektor. Außerhalb des primären Sektors gibt es nur wenige Arbeitsplätze im Dorf. Einige Erwerbstätige sind auch Wegpendler, die in den umliegenden größeren Ortschaften ihrer Arbeit nachgehen.
Die Ortschaft liegt abseits der größeren Straßenverbindungen an einer Departementsstraße, die von Brebotte nach Grosne führt. Der nächste Anschluss an die Autobahn A36 befindet sich in einer Entfernung von ungefähr 13 Kilometern.